# Weihnachtsamnestie
Als Weihnachtsamnestie oder Weihnachtsgnade (amtlich Gnadenaktion (Österreich) bzw. Gnadenerweise (Deutschland) aus Anlass des Weihnachtsfestes) wird das in vielen christlich geprägten Staaten aus Anlass des Weihnachtsfestes übliche Amnestieren von Strafgefangenen bezeichnet. Damit soll diesen das Feiern im Kreise ihrer Familien ermöglicht werden, zudem soll so das Personal der Gefängnisse entlastet werden, damit dieses während der Feiertage ebenfalls feiern kann.

## Deutschland
In Deutschland entscheidet jedes Bundesland selbst, ob und wie Strafgefangenen eine Weihnachtsamnestie zugebilligt wird. Alle Bundesländer außer Bayern und Hamburg gewähren sie regelmäßig, Bremen bereits seit 1945; im Jahr 2006 kamen etwa 2.000 Gefangene, zur Hälfte aus Nordrhein-Westfalen, in den Genuss. In den genannten Bundesländern werden Gefangene, deren reguläre Entlassung zwischen dem Gnadenentlassungstag und einem Tag in der ersten Januarwoche erfolgen sollte, bereits an erstgenanntem Tag entlassen; dieser ist regelmäßig Anfang bis Mitte November, in Einzelfällen bereits im Oktober.
Zudem ist die Entlassung stets an Bedingungen geknüpft. So sind bei bestimmten, namentlich Sexualdelikten, vorzeitige Entlassungen überhaupt nur nach einer Einzelfallprüfung zulässig, zudem muss sich der Begnadigte mehr oder weniger gut geführt haben.
Im Zusammenhang mit der Entnazifizierung nach dem Zweiten Weltkrieg gab es in der amerikanischen Besatzungszone eine „Weihnachtsamnestie“, die 1946 angekündigt und am 5. Februar 1947 von der amerikanischen Militärregierung erlassen wurde. Sie amnestierte alle körperbehinderten und einkommensschwachen Personen, die bis dahin als „Mitläufer“ eingestuft worden waren. Wie die anderen Amnestien zielte sie vor allem darauf ab, die Zahl der Entnazifizierungsverfahren zu reduzieren. Allein in Bayern wurden bis zum Jahresende 1949 Entnazifizierungs-Fragebögen von 6.780.188 Personen bearbeitet. Von diesen Personen wurden 72 % als „nicht betroffen“ eingestuft. Bei den restlichen 28 %, die von der Entnazifizierung „betroffen“ waren, wurden 99,9 % der Fälle in erster Instanz erledigt, und zwar in 52 % der Fälle aufgrund der Weihnachtsamnestie.

## Österreich
In Österreich können Strafreste bis zu 18 Monaten gemäß § 1 Abs. 2 Nr. 2 des betreffenden Erlasses zur Bewährung ausgesetzt werden.